# Cheick Diallo
Cheick Diallo (* 13. September 1996 in Kayes) ist ein malischer Basketballspieler. Er kann sowohl auf die Position des Power Forwards, als auch des Centers spielen und stand zuletzt bei den Phoenix Suns in der NBA unter Vertrag.

## Karriere
Diallo wuchs in Kayes, Mali als jüngster von sechs Jungen auf. Er begann 2010 mit dem Basketballspielen. Im Februar 2012 verließ er seine Heimat und zog in die Vereinigten Staaten, um seinen Traum, in der NBA zu spielen, zu verwirklichen. Obwohl er der englischen Sprache nicht mächtig war, besuchte er die Our Savior New American School in Centereach, New York. Nachdem er die High School abgeschlossen hatte, besuchte er die University of Kansas, um dort für die Jayhawks zu spielen. In seiner ersten Saison kam er in 27 Spielen in der NCAA Division I durchschnittlich auf drei Punkte und 2,5 Rebounds. Er verzichtete trotz der mangelnden Erfahrung auf eine weitere Collegesaison und meldete sich für die NBA-Draft 2016 an. Am Drafttag, dem 23. Juni 2016, wurde er von den Los Angeles Clippers an 33. Position ausgewählt, allerdings am selben Tag zu den New Orleans Pelicans getauscht. In der Summer League konnte Diallo mit 10,2 Punkten, 9,4 Rebounds und 2,2 Blocks pro Spiel auf sich aufmerksam machen und die Pelicans verpflichteten ihn letztendlich. Nachdem er in den ersten 23 Spielen der Saison 2016/17 nur zweimal für insgesamt sieben Minuten zum Einsatz gekommen war, durfte Diallo am 10. Dezember 2016 im Spiel gegen die Clippers 31 Minuten spielen und erzielte dabei 19 Punkte und griff sich 10 Rebounds. Auch am 12. April 2017 konnte er mit zwölf Punkten und 16 Rebounds gegen die Portland Trail Blazers überzeugen. In seiner Rookie-Saison spielte er auch für die Austin Spurs, Long Island Nets und die Greensboro Swarm in der NBA Development League.
Am 18. März 2018 erzielte er mit 17 Punkten gegen die Boston Celtics seine Bestmarke in der Saison 2017/18. In der folgenden Saison 2018/19 erzielte er durchschnittlich in 64 Spielen sechs Punkte.
Am 17. Juli unterzeichnete Diallo einen Zweijahresvertrag bei den Phoenix Suns.